# Louis Dumas
Louis Charles Dumas (París, 24 de desembre de 1877 - Dijon, Borgonya, 9 de setembre de 1952) fou un compositor francès.
Estudià en el Conservatori de París amb Xavier Leroux, Georges Caussade i Lepneveu i aconseguí el gran Prix de Rome el 1906 amb la seva cantata Ismail. Des de 1919 fou director del Conservatori de Dijon.
Les seves obres de major importància són:
- una sonata per a violí i piano;
- un quartet de corda;
- una Fantasia per a piano i orquestra;
- una Symphonie Romaine;
- una Oberture;
- música d'escena per Stellus, de Charles Dumas;
- La llegenda en dos actes La visió de Mona.